# Der Wormsgau
Cet article concerne le journal historique Der Wormsgau. Pour la Gaugrafschaft médiévale, voir Wormsgau.
Le Wormsgau est un magazine publié depuis avril 1926 sur l'histoire de la ville de Worms et de ses environs. Cette publication irrégulière, la plus récente annuelle, est publiée depuis 1926 conjointement par la ville de Worms et l'Association des antiquités de Worms (en allemand : Altertumsverein Worms), dont elle est également membre. Le magazine porte le nom du quartier médiéval de Wormsgau.

## Sujets
Dans Der Wormsgau sont principalement publiés des essais sur des sujets historiques urbains et régionaux de la région historique de Worms, y compris certaines parties de la Hesse rhénane et les communautés de la région de l'ancien diocèse de Worms. Les essais couvrent un large spectre de l'histoire et de l'histoire de l'art, y compris des questions d'histoire de l'architecture et de restauration des bâtiments. Les points centraux de ces dernières années ont été le développement de la ville médiévale, le développement de la communauté juive de Worms, l'histoire de la ville au XIXe siècle et l'histoire de la construction des églises romanes de Worms.
En plus de la partie principale avec des essais, le magazine contient toujours un rapport sur le travail des institutions culturelles de la ville (Archives de la ville de Worms (de), Bibliothèque de la ville de Worms, Musée de la ville de Worms (de), etc.), des critiques des publications historiques de la ville et de la région et la mise à jour de la bibliographie de Worms. La revue est éditée par les Archives municipales de Worms, ou se trouve également le siège de l'Association des antiquités de Worms.
Le magazine est publié par Wernersche Verlagsgesellschaft (de) depuis 2014. Les volumes jusqu'en 2013 sont disponibles en ligne sous forme numérisée.

## Suppléments
En plus de la série principale, des « suppléments » contenant des monographies concernant l'histoire de la ville et de la région ont été publiés à intervalles irréguliers depuis 1936, principalement sous l' (ISSN 0342-426X).
1. Erich Schwan: Die Straßen- und Gassennamen im mittelalterlichen Worms (1936)
2. Albert Dambmann: Die Stadtgeographie von Worms (1936)
3. Walter Bauer: Baugeschichte der Pauluskirche und Magnuskirche zu Worms (1936)
4. Alois Seiler: Das Hochstift Worms im Mittelalter (1936)
5. Willhelm Müller: Die Verfassung der freien Reichsstadt Worms am Ende des 18. Jahrhunderts mit besonderer Berücksichtigung der Zeit unter französischer Besetzung bis zum Frieden von Lunéville (1801) (1937)
6. Paulus Weißenberger: Geschichte des Klosters Kirschgarten in Worms (1936)
7. Carl Lepper: Seehof. Die Geschichte eines verschwundenen Dorfes (1938)
8. Friedrich M. Illert: Geschichte der Reformierten Gemeinde und der Friedrichskirche in Worms von den Anfängen bis zur evangelischen Union 1822 (1939)
9. Anna Martin: Aus den Akten der Fischerzunft. Beiträge zur Geschichte des Wormser Fischereiwesens (1941)
10. Ludwig Knobloch: Agrar- und Verfassungsgeschichte des Wormsgaues im Mittelalter (1951)
11. Wilhelm Rudolf Alter: Studien zur Geschichte der Verfassung und Verwaltung der Reichsstadt Pfeddersheim zu Ausgang des Mittelalters und zu Beginn der Neuzeit (1951)
12. Georg M. Illert: Das vorgeschichtliche Siedlungsbild des Wormser Rheinübergangs (1952)
13. Diether Weitrich: Die Bergkirche zu Worms-Hochheim und ihre Krypta. Ein Beitrag zur Baugeschichte des frühen Mittelalters, insbesondere zur Frage der Herkunft und Bedeutung vierstütziger Krypten (1953)
14. Friedrich M. Illert: Geschichte der Wormser Brauereien von ihren Anfängen bis zur Gegenwart (1954)
15. Carl J. H. Villinger: Geschichte des St. Cyriakusstiftes zu Neuhausen in Worms (1955)
16. Günter Sofsky: Die verfassungsrechtliche Lage des Hochstifts Worms in den letzten zwei Jahrhunderten seines Bestehens unter besonderer Berücksichtigung der Wahl seiner Bischöfe (1957)
17. Philipp Walter Fabry: Das Sankt Cyriakusstift zu Neuhausen bei Worms (1958)
18. Otto Böcher: Die Alte Synagoge zu Worms (1960)
19. Gundolf Gieraths OP: Die Dominikaner in Worms (1964)
20. Peter Wackwitz: Gab es ein Burgunderreich in Worms? Erster Teil: Text (1964)
21. Peter Wackwitz: Gab es ein Burgunderreich in Worms? Zweiter Teil: Anmerkungen (1965)
22. Elli Eich-Franke: Die Funde der Michelsberger Kultur aus dem westlichen Oberrheingebiet (1967)
23. Hans-Dieter Hüttmann: Untersuchungen zur Verfassungs-, Verwaltungs- und Sozialgeschichte der freien und Reichsstadt Worms 1659–1789 (1970)
24. Dieter Wilhelm: Worms. Mittelstadt am Rande des Rhein-Neckar-Ballungsraumes. Eine stadtgeographische Betrachtung seiner Entwicklung im 19. und 20. Jahrhundert (1971)
25. Karl Nothnagel: Staufische Architektur in Gelnhausen und Worms (1971)
26. Hans Kühn: Politischer, wirtschaftlicher und sozialer Wandel in Worms 1798–1866 unter besonderer Berücksichtigung der Veränderungen in der Bestellung, den Funktionen und der Zusammensetzung der Gemeindevertretung (1975)
27. Henry R. Hüttenbach: Herta Mansbacher. Porträt einer jüdischen Lehrerin, Heldin und Märtyrerin (1885–1942) (1981)
28. Detlev Johannes: Luther-Bibliothek der Stadt Worms. Gesamtkatalog (1983)
29. Fritz Reuter (de): Warmaisa. 1000 Jahre Juden in Worms (1984)
30. Wilhelm R. Alter: Pfeddersheim um 1525. Zugleich ein Beitrag zur Erforschung des Bauernaufstandes in Südwestdeutschland (1990)
31. Annelore und Karl Schlösser: Keiner blieb verschont: die Judenverfolgung 1933–1945 in Worms (1987)
32. Fritz Reuter: Worms zwischen Reichsstadt und Industriestadt 1800–1882. Beobachtungen und Materialien (1993)
33. Fritz Reuter (Hrsg.): Worms 1933. Zeitzeugnisse und Zeitzeugen. Mit den Erinnerungen von Oberbürgermeister Wilhelm Rahn (1995)
34. Fritz Reuter (Hrsg.): St. Martin in Worms 996/1996. Festschrift zum 1000-Jahre Jubiläum (1996)
35. Gerold Bönnen, Volker Gallé (Hrsg.): Ein Lied von gestern? Wormser Symposium zur Rezeptionsgeschichte des Nibelungenliedes (1999)
36. Mathilde Grünewald: Pilgerzeichen, Rosenkränze, Wallfahrtsmedaillen. Die Beigaben aus Gräbern des 17. bis 19. Jahrhunderts aus dem Pfarrfriedhof bei St. Paul in Worms. Die Sammlung gotischer Pilgerzeichen im Museum der Stadt Worms (2001)
37. Volker Brecher: Kriegswirtschaft in Worms. Arbeitsbedingungen ausländischer und deutscher Beschäftigter in der Lederindustrie und anderen Wirtschaftszweigen 1939–1945 (2003)
38. Monika Lange: Das fränkische Gräberfeld von Flomborn in Rheinhessen (2004)
39. Burkard Keilmann, Margit Rinker-Olbrisch: Deo – patriae – moribus – studiis. Beiträge zur Geschichte des Wormser Gymnasiums (2005)
40. Gerold Bönnen, Ulrich Oelschläger (Hrsg.): 1783–2008. Vereinigte Kasino- und Musikgesellschaft Worms. Festschrift zur 225-Jahrfeier (2008)
41. Gerold Bönnen (Hrsg.): „Eine Furchtbar ernste Zeit...“. Worms, die Region und der „Große Krieg“ 1914 bis 1918 (2014)
42. Gerold Bönnen, Daniel Nagel (Hrsg.): „In Worms ist keine Fensterscheibe gesprungen“ Revolution, Kriegsende und Frühzeit der Weimarer Republik in Worms 1918–1923. Worms-Verlag, Worms 2018,  (ISBN 978-3-944380-92-6).
43. Franz Stephan Pelgen, Jana Bisová: Die einzigartige Würde der Kämmerer von Worms genannt von Dalberg als Erste Erbritter des Heiligen Römischen Reiches und ihre sichtbaren Abzeichen. Mit Stammtafeln. Stadtarchiv Worms, Worms 2022.  (ISBN 978-3-9806754-0-6)